# 第21軍 (ドイツ軍)
第21軍 (ドイツ軍)（独Deutsche 21. armee）は第二次世界大戦時のドイツ軍の部隊である。

## 概要
第21軍は第21ノルウェー軍（21. Armee Norwegen）、ノルウェー軍（Norweien Arme）としても知られている。
1940年12月19日、第21軍は編成されたが、1944年12月18日、第20山岳軍に編入されている。
1941年、バルバロッサ作戦に参加、1941年6月、ヘルシンキで行われたフィンランド・ドイツによる軍関係者の会談により、ドイツ軍はフィンランド北部での軍事責任を負うことになっており、フィンランド北方のソビエト連邦領を押さえる作戦を行うことになっていた。作戦名は銀狐作戦（Operation Silberfuchs）と呼ばれ、軍はムルマンスクとムルマンスク鉄道が目標であった。
部隊の一部は1945年までノルウェーに残留していたが、1945年黒い雄鶏作戦（Operation Birkhahn）でドイツへ撤退した。
その後、終戦間際の1945年4月27日、第21軍はヴァイクセル軍集団の一部として編成され、1945年5月2日まで戦った。

## 司令官
| 着任           | 離任           | 階級（当時） | 氏名                                   |
| -------------- | -------------- | ------------ | -------------------------------------- |
| 1940年12月19日 | 1944年12月18日 | 上級大将     | ニコラウス・フォン・ファルケンホルスト |
| 1945年4月27日  | 1945年5月2日   | 歩兵大将     | クルト・フォン・ティッペルスキルヒ     |